# Ocyptamus aeneus
Ocyptamus aeneus är en tvåvingeart som först beskrevs av Samuel Wendell Williston  1891.  Ocyptamus aeneus ingår i släktet Ocyptamus och familjen blomflugor. Inga underarter finns listade i Catalogue of Life.